# Nuevo San Miguel Mitontic
Nuevo San Miguel Mitontic es una localidad del estado mexicano de Chiapas. Es parte del municipio de Ixtapa.

## Toponimia
El nombre «San Miguel» hace referencia al santo patrono de la localidad: Miguel Arcángel.

## Demografía
| Gráfica de evolución demográfica |
|                                  |

| Censo | Población |
| ----- | --------- |
| 1990  | 13        |
| 2000  | 604       |
| 2010  | 887       |
| 2020  | 1 066     |